# Карл-Гайнц Шретер
Карл-Гайнц Шретер (нім. Karl-Heinz Schröter; 13 березня 1921, Апольда — ?) — німецький офіцер-підводник, оберлейтенант-цур-зее крігсмаріне.

## Біографія
16 вересня 1939 року вступив на флот. З 4 листопада 1943 по 31 жовтня 1944 року — командир підводного човна U-1195, з 1 листопада 1944 по 29 січня 1945 року — U-763.

## Звання
- Кандидат в офіцери (16 вересня 1939)
- Фенріх-цур-зее (1 липня 1940)
- Оберфенріх-цур-зее (1 липня 1941)
- Лейтенант-цур-зее (1 березня 1942)
- Оберлейтенант-цур-зее (1 жовтня 1943)